# Nicolau Tuma
Nicolau Tuma (ur. 19 stycznia 1911 w Jundiaí, zm. 11 lutego 2006 w São Paulo) – brazylijski dziennikarz sportowy i polityk, znawca i historyk piłki nożnej. Pionier pierwszej transmisji meczu piłki nożnej w radiu.

## Życiorys
Nicolau Tuma urodził się w Jundiaí w stanie São Paulo jako syn José i Emilii Tumów. Rodzicom bardzo zależało na edukacji syna, więc w młodym wieku Nicolau wyjechał wraz z rodziną do Birmingham, gdzie uczęszczał do szkoły prawniczej i zdał w niej maturę. Od zawsze lubił dziennikarstwo i politykę. Po zdaniu matury zrobił kilka kursów dziennikarskich. Następnie był prezesem Akademickiego Centrum Prawa Szkolnego oraz redaktorem gazety "O Acadêmico". Ponadto, w młodym wieku, uczestniczył w lokalnej gazecie o nazwie "O Sete". W 1929 roku wygrał konkurs zorganizowany przez Radio Educator Paulista i tym samym został nowym członkiem tego radia.
Dnia 19 lipca 1931 roku, Nicolau Tuma relacjonował w radiu pierwszy pełny mecz piłkarski pomiędzy drużynami stanów São Paulo i Parany, co wywołało zaskoczenie wśród słuchaczy. Do tego czasu, transmisje z meczów piłkarskich w radiu były ograniczone do sporadycznych biuletynów. Pomysłodawcą pierwszej transmisji meczu w radiu był Nicolau Tuma. Na kilka dni przed meczem Nicolau Tuma wyruszył do Campo da Floresta, w celu określenia cech fizycznych piłkarzy obu drużyn, gdyż w tych czasach zawodnicy nie posiadali numerów na koszulkach. Mecz zakończył się zwycięstwem drużyny z São Paulo 6-4, a Tuma ze względu na szczegółowe i szybkie relacje transmisji Tuma zyskał przydomek "karabin głośnika".
Audycje radiowe Nicolaua Tumy zdobyły tak wielu słuchaczy, że w 1937 roku nie został on wpuszczony na stadion w charakterze narratora, na którym był rozegrany mecz piłkarski. Z powodu braku wstępu na ten mecz Nicolau Tuma relacjonował z 14-metrowej drabiny znajdującej się na zewnątrz stadionu.
W 1932 roku, Nicolau Tuma w Rádio Record de São Paulo relacjonował zapowiedź Rewolucji Konstytucyjnej w Brazylii. Wraz z Césarem Ladeirą i Renato Maceto stworzył zespół, który przeczytał biuletyny rewolucyjnego konfliktu w São Paulo i wygrał z cenzurą nałożoną na terenie całego kraju przez rząd prezydenta Getúlio Vargasa. Następnie pracował w Rádio Cultura i Rádio Difusora de São Paulo, prezentując liczne programy.
W 1934 roku, na ulicach Gávey w Rio de Janeiro przedstawił pierwszy na świecie samochód wyścigowy. W 1939 roku, po przedstawieniu kolejnego międzynarodowego bolidu, udał się na plażę Copacabana, gdzie został przyjęty przez Carmen Mirandę, uznaną już brazylijską artystkę światowej sławy.
Następnie był dyrektorem Rádio Tamoio i Rádio Cultura, do Rio de Janeiro. Podczas II wojny światowej prowadził Rede de Emissoras Associadas, największą sieć stacji radiowych w Brazylii w tamtym czasie. W 1945 roku brał udział w kampanii demokratyzacji kraju i tym samym wszedł do świata polityki. W latach 1951–1955 był w składzie rządu burmistrza São Paulo, Jânio Quadrosa.
W latach 1958–1969 Nicolau Tuma był członkiem Izby Deputowanych z ramienia partii UDN. Został wkrótce szefem tej partii i sporządził pierwszy w kraju kodu telekomunikacyjny. Był jednym z twórców Embratela i Conselho Nacional de Telecomunicações oraz linków DDD i DDI.
Nicolau Tuma politykę zostawił w 1969 roku, po mianowaniu go ministrem Trybunału Stanu São Paulo przez gubernatora Roberto de Abreu Sodre.